# Brugse Vrije

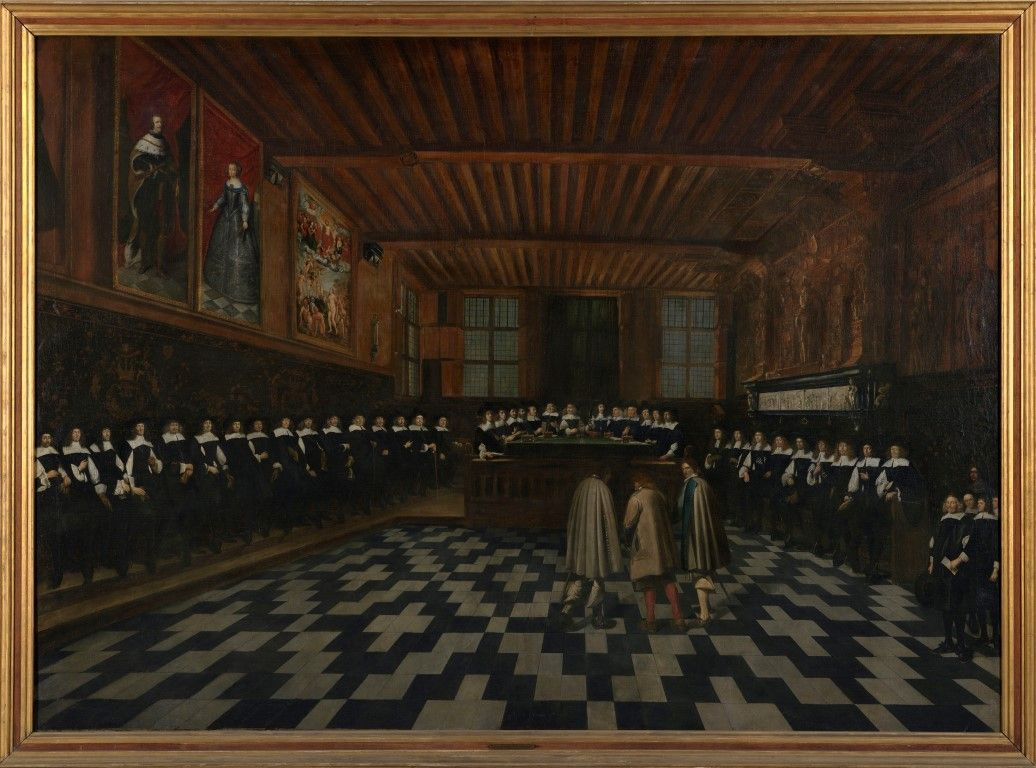
De raad van het Brugse Vrije verzameld in hun landhuis (Gillis van Tilborgh, begin 17e eeuw)

Het Brugse Vrije (Latijn: Franconatus Brugensis of Franconatus, Frans: Franc de Bruges) was de grootste kasselrij in het graafschap Vlaanderen. Het omvatte de streek rond Brugge, begrensd door de Noordzee, de Westerschelde en de IJzer. In oorsprong was het de kasselrij van Brugge, maar later werden de stad en het Vrije als aparte gewoonterechtsgebieden beschouwd. Het Brugse Vrije was een rijk landbouwgebied. Het had een eigen burggraaf, die zetelde op de Burg in Brugge, en maakte vanaf het einde van de 14e eeuw deel uit van de Vier Leden van Vlaanderen, samen met de drie grote steden Gent, Brugge en Ieper. Het Brugse Vrije zetelde ook in de bijeenkomsten van de Staten van Vlaanderen.

## Geschiedenis

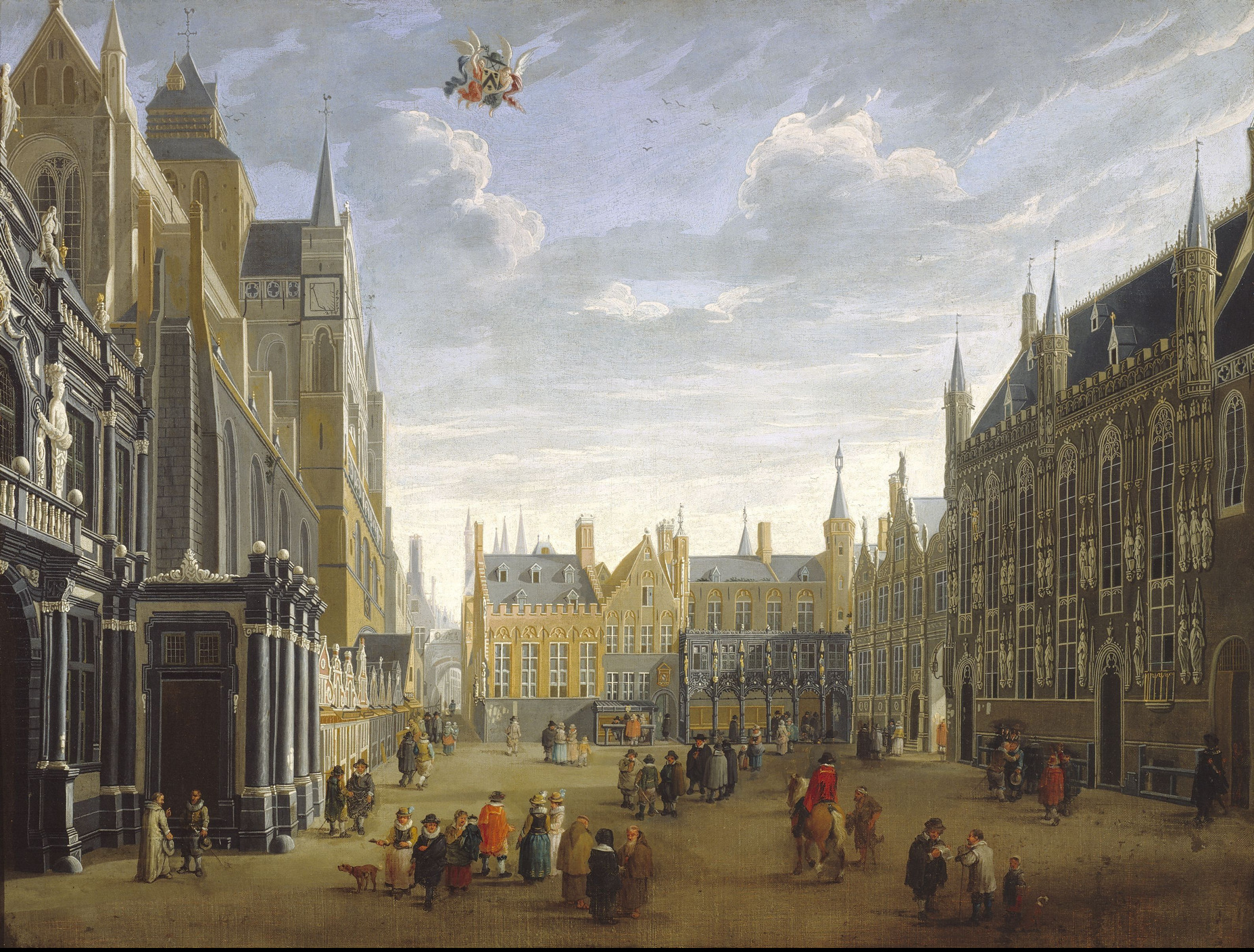
De Burg geschilderd ca. 1691.1700 door Jan Baptist van Meunincxhove, met op de achtergrond het Landhuis van het Brugse Vrije en de oude Civiele Griffie.

De oorsprong van de kasselrij van het Brugse Vrije moet gezocht worden omstreeks het jaar 1000 in de uitbreiding van de Vlaanderengouw met de Rodenburg- en de Mepsegouw die aan de pagus Flandriensis grensden. Gouwen waren bestuurlijke gebieden uit de Frankische periode die ten oorsprong liggen aan de latere kasselrijen. Het centrum van de kasselrij zal de Brugse Burg worden, waar zich vandaag nog steeds, naast het Brugse stadhuis en de Bloedkapel, het Landhuis van het Brugse Vrije bevindt. 

### 11e eeuw
De leiding van de kasselrij komt in handen van een burggraaf: de eerste, Bertulphus de Bruggis, is benoemd door de Vlaamse graaf Boudewijn IV (980-1035). Enkele schepenen, die samen een vierschaar vormen, geven eveneens leiding aan het Brugse Vrije.
Ondertussen ontwikkelt Brugge zich tot een stad. Vanaf 1127 bewandelen de stad Brugge en het omringende platteland gescheiden wegen.

### 12e eeuw
Omstreeks de 12de eeuw gaat het Brugse Vrije door landwinning (inpoldering en drooglegging) opnieuw een groter gebied bestrijken. De veranderende situatie noopt ook het bestuur tot aanpassing. Het bestuur wordt meer lokaal: er ontstaan nu acht vierscharen. 

### 13e eeuw
Midden de 13de eeuw streeft men echter opnieuw een grotere centralisatie na: alle schepenbanken worden weer samengebracht in één grote vierschaar. Een eerder ontstane onderverdeling van het Vrije in drie gebieden – West-, Oost- en Noordvrije – blijft bestaan, maar zonder bestuurlijke implicaties. Nog in de 13de eeuw verdwijnt het ambt van burggraaf. De burggraaf wordt vervangen door een baljuw, waarover de graaf een groter gezag kan uitoefenen.

### 14e eeuw
In de 14de eeuw wordt de kasselrij van het Vrije politiek en economisch een te duchten factor. Als enige plattelandskasselrij voegt het Brugse Vrije zich in 1386 bij de grote Vlaamse steden Ieper, Brugge en Gent in de Vier Leden van Vlaanderen. Enkele malen heeft de stad Brugge getracht om het Vrije te controleren, maar het stadsbestuur botst op de steun van de vorst voor de kasselrij (de vorst wil de macht van de steden beperken).

### 16e-17e eeuw
Ten gevolge van de Opstand der Nederlanden zal het noorden van de Nederlanden zich afscheiden om de Republiek der Verenigde Nederlanden te gaan vormen. Op die manier verliest het Brugse Vrije vanaf het einde van de 16de, begin 17de eeuw heel wat gebieden in het huidige Zeeuws-Vlaanderen. 

### 18e eeuw
Het Brugse Vrije houdt zelf stand tot het einde van de 18de eeuw, wanneer de Franse overheersing in 1795 een einde maakt aan de feodaliteit. Daarmee komt een eind aan de grootste kasselrij van het graafschap Vlaanderen.

## Organisatie

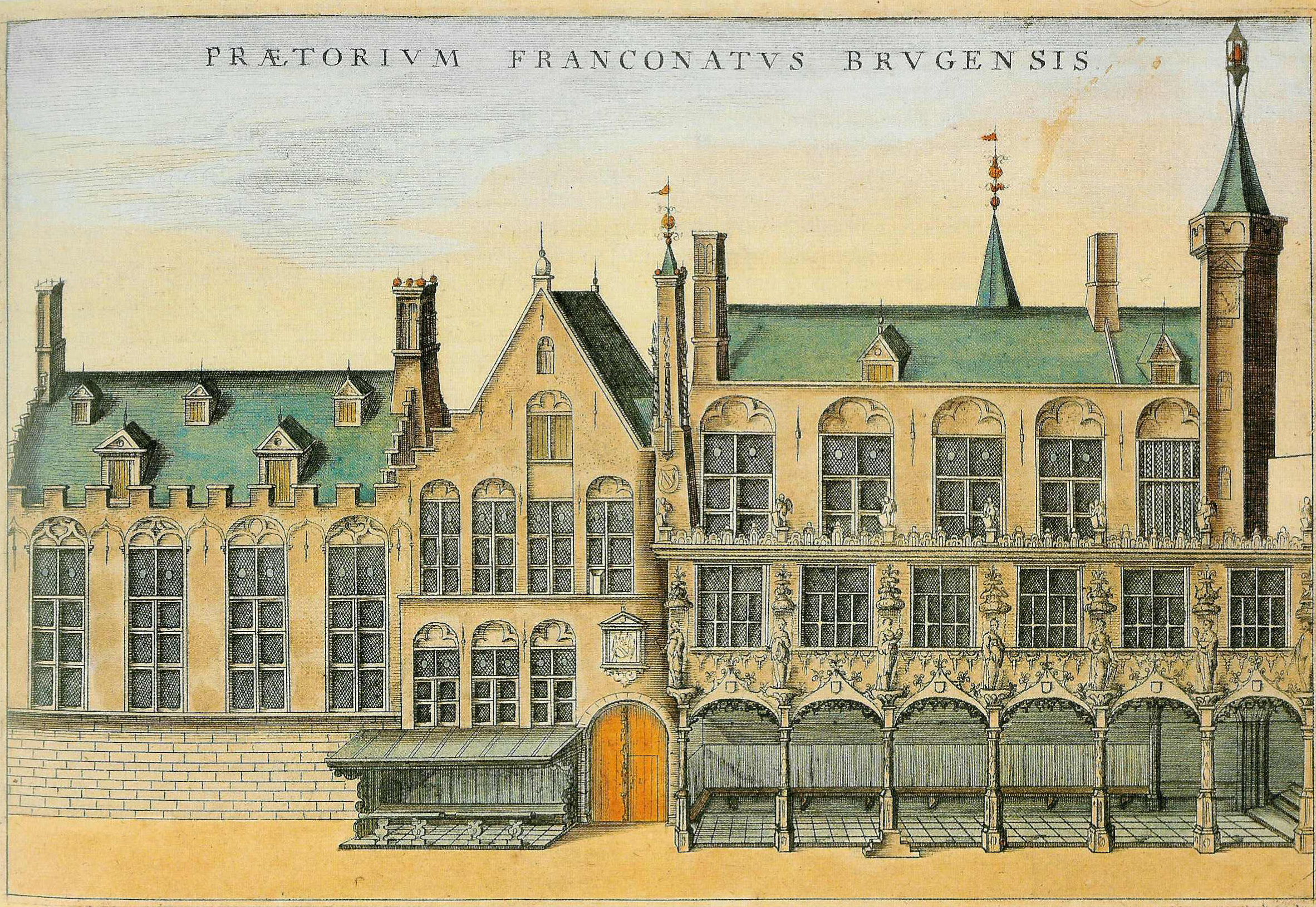
Het Landhuis van Brugse Vrije in de 17e eeuw.

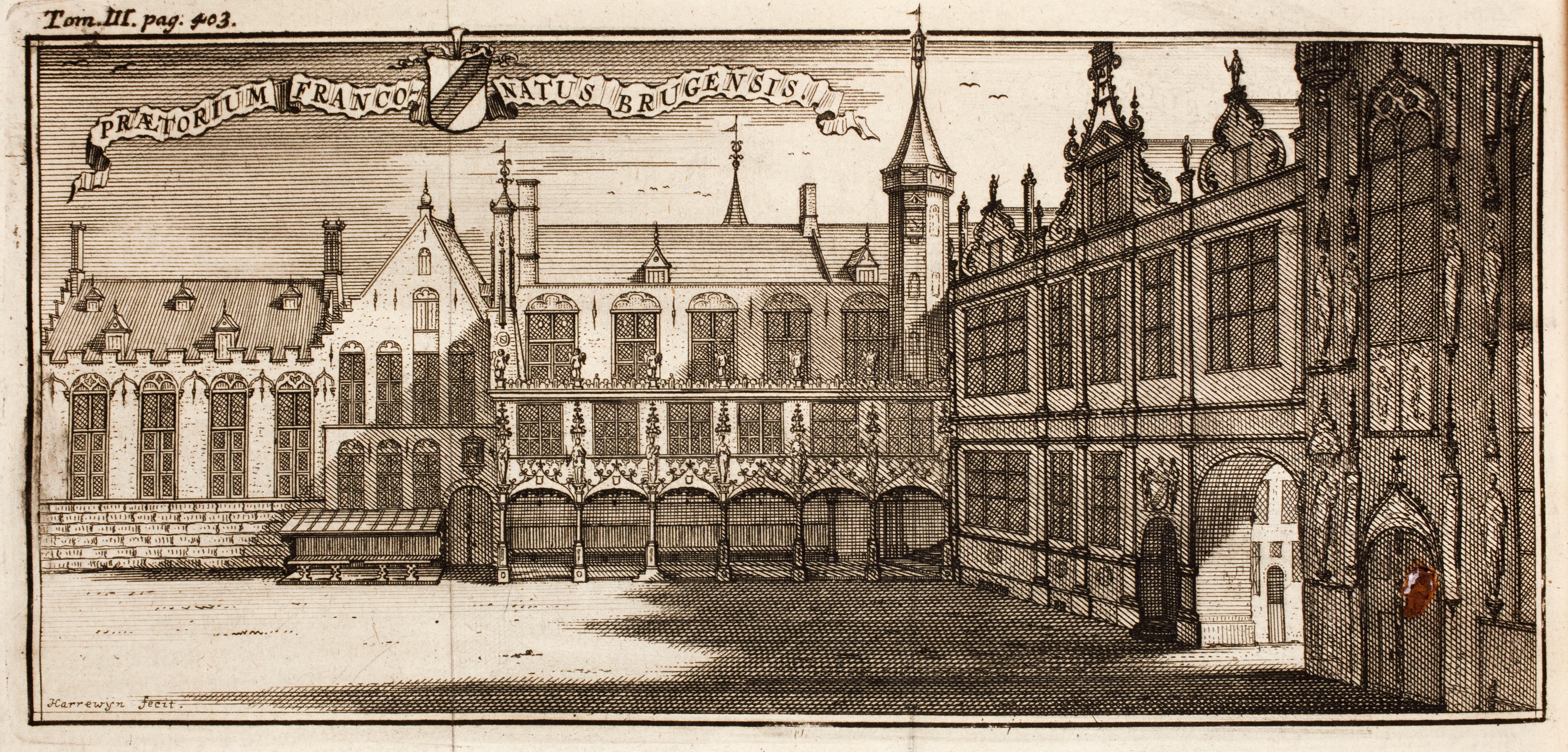
Het Landhuis van Brugse Vrije.

Uitgezonderd van enkele steden-enclaves met eigen bestuur (bijvoorbeeld Torhout, Sluis, Hoeke, Gistel, Nieuwpoort ...) is de kasselrij van het Brugse Vrije opgebouwd uit drie delen: het platteland, de appendanten en de contribuanten. Deze drie onderdelen van het Vrije kennen allen een verschillend statuut wat fiscaliteit en rechtspraak betreft. Het bindmiddel tussen al deze onderverdelingen is het zogenaamde Transport: de belastingen. Het Vrije betaalt immers als één geheel belastingen aan het graafschap Vlaanderen.

### Het echte Vrije of het platteland
Het eigenlijke Brugse Vrije bestaat uit een gebied achter de duinen van ongeveer 10 tot 15 kilometer breed. Deze gebieden zijn onderverdeeld in drie kwartieren (west, oost en noord) die elk beschikken over een eigen schepenbank. Desalniettemin wordt het platteland eigenlijk rechtstreeks bestuurd door de schepenen en magistraat van het Vrije.
Aanvankelijk gaat het om 35 ambachten (een gebied bestaande uit meerdere parochies). In de 18de eeuw zijn er van die 35 ambachten nog 14 overgebleven.
- Camerlinx (omvatte Westende, Leffinge en Slijpe)
- Dudzele
- Gistel
- 's-Heerwoutermans (Zandvoorde, Mariakerke, Bredene en Oudenburghoek)
- Koekelare
- Moerkerke
- Straten (Zerkegem en Sint-Andries)
- Uitkerke
- Vladslo
- Vincx (Houtave-Klemskerke)
- Woumen
- IJzendijke (St. Margriete en Sint-Jan-in-Eremo). Dit ambacht verloor het Vrije aan de Republiek der Zeven Verenigde Nederlanden in 1648.
- Zarren

### Appendanten

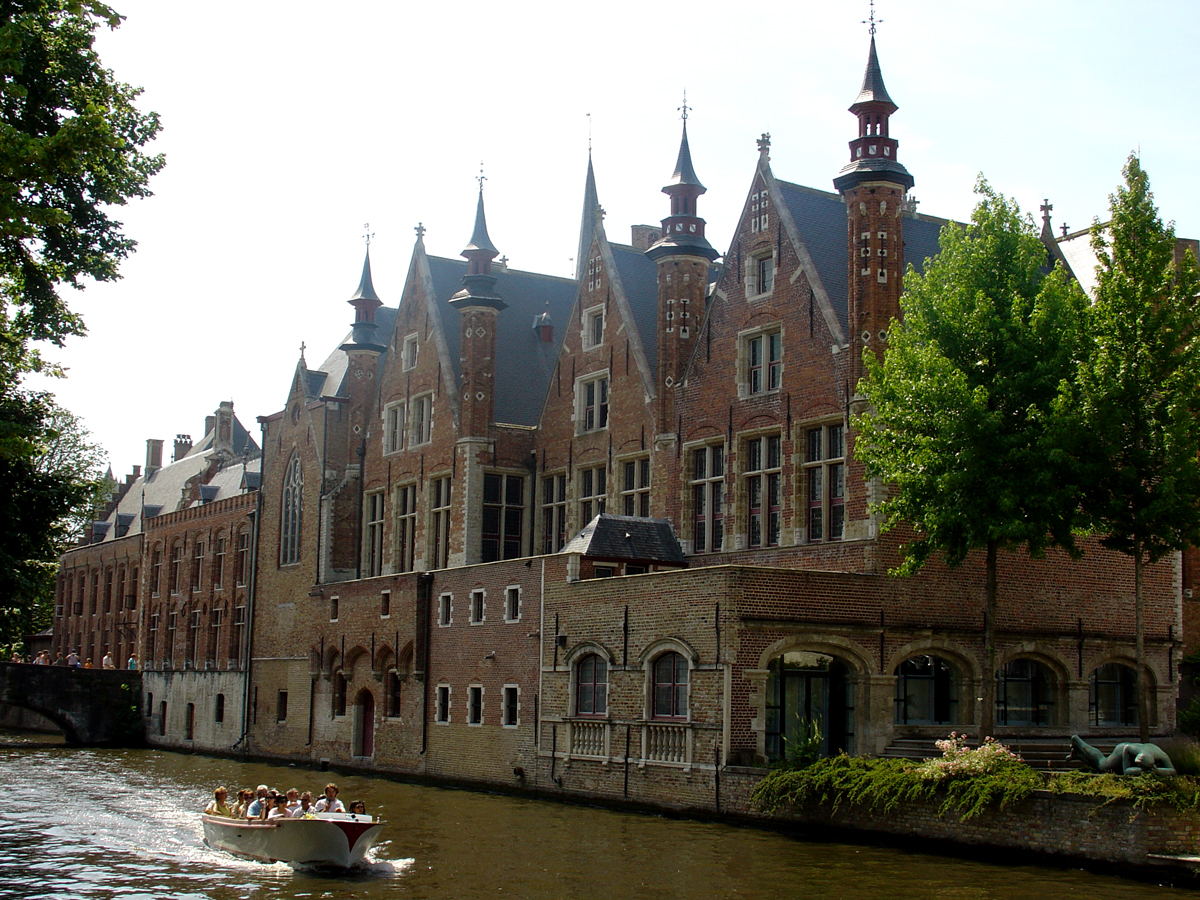
De 16e-eeuwse achtergevel van het Landhuis aan de Groenerei.

De appendanten waren dertig heerlijkheden die een eigen schepenbank bezaten. Deze waren echter niet bevoegd voor hoge rechtspraak. Tevens hingen deze heerlijkheden af van het Vrije wat betreft de algemene belasting. De dertig heerlijkheden lagen verspreid over het ganse platteland. Het gaat om:
- Beveren en Onlede (bij Roeselare)
- Dekenslaten (Ruddervoorde en Loppem)
- Den Houtschen: met Nieuwen in Loppem, Buskensambacht (Oostkamp en Loppem) en Jonkersambacht (Koolskamp, Zwevezele, Wingene, Waardamme en Ruddervoorde)
- Erkegem (Oostkamp en Zwevezele)
- Gentbrugge en Steenbrugge (Ruddervoorde en Wingene)
- Guysen (Zevekote, Zande, Koekelare, Stalhille, Vlissegem, Houtave, Mariakerke, Middelkerke, Jabbeke en Roksem)
- Koolskamp
- Lichtervelde
- Maldegem (met Adegem en Sint-Laureins)
- Merkem
- Middelburg
- Nieuwen in Beernem
- Nieuwenhove-Roden (Oostkamp en Waardamme)
- Oostkamp
- Praet en Oedelem
- Ruddervoorde
- Sijsele (met de parochies Sijsele, Assebroek, Sint-Katerine, Sint-Michiels, Sint-Baafs, Sint-Salvators, Sint-Pieters en Sint-Kruis)
- Sint-Joris-ten-Distel
- Ten Berghe (Sint-Joris-ten-Distel)
- ’t Hof in Ruddervoorde
- Tillegem (Sint-Michiels)
- ’t Knesselaersche (Oedelem)
- Ursel
- Walschen (Beernem)
- Waterland
- Wijnendale
  - bestaat uit Torhout-buiten en Werken
  - onderverdeeld in drie hoeken: Ruddervoorde- Zwevezele, Gits- Lichtervelde en Noordover (Zedelgem, Aartrijke, Ichtegem en Eernegem)
  - met als ondergeschikte heerlijkheden: Kortemark- Handzame, Pauschen-Vijverschen (Torhout, Lichtervelde, Gits, Koolskamp, Beveren, Roeselare, Hooglede, Staden, Westrozebeke, Zwevezele), Ogierlande-Cringen (Gits, Torhout, Kortemark, Hooglede, Oostnieuwkerke, Roeselare), Hagebroek (Gits), Wykhuize (Beveren, Gits, Lichtervelde, Hooglede), Peereboom (Kortemark), Edewalle (Kortemark) en Markhove (Kortemark).
- Wulfsberge (Oedelem en Ursel)

### De contribuanten
De contribuanten zijn zeven heerlijkheden die geheel onafhankelijk zijn van het Vrije wat betreft rechtspraak. Dit betekent dat ze zowel hoge als lage rechtsmacht bezitten. Tevens geldt de schepenbank van het Vrije voor deze heerlijkheden niet als hoger beroepshof maar richten zij zich direct tot de Raad van Vlaanderen. Alleen op het gebied van algemene belasting zijn ze ondergeschikt aan het Vrije. De zeven heerlijkheden zijn:
- Eeklo
- Het Kanunnikse
- Kaprijke
- Lembeke
- Male
- Het Proossche
- Vijve

## Het Landhuis van het Brugse Vrije te Brugge

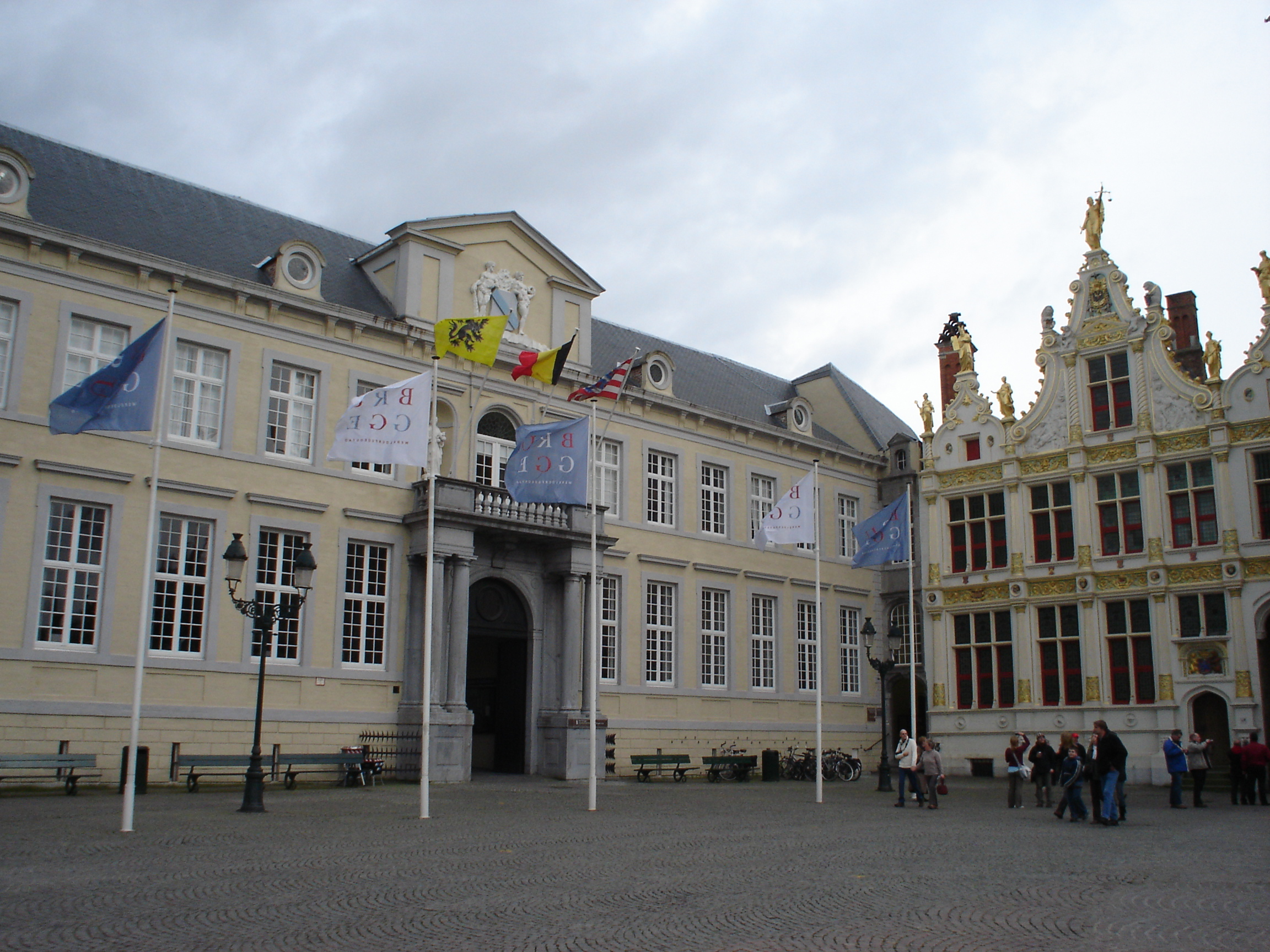
De gebouwen van het Brugse Vrije op de Burg; Links: het 18e-eeuwse, classicistische gedeelte van het vroegere Landhuis van het Brugse Vrije.Rechts: de oude Civiele Griffie (gebouwd: 1534-1537).

Het bestuur van het Brugse Vrije was gevestigd aan de Burg, het plein waar zowel de burgerlijke als de geestelijke besturen aanwezig waren. Aanvankelijk zetelde het Vrije naast het Steen, aan de Westkant van de Burg. In de 15e eeuw verhuisde het Vrije naar de overzijde, waar het een gedeelte van de voormalige grafelijke Love kon innemen. De Bourgondische hertogen verplaatsen immers de grafelijke residentie naar het nieuwgebouwde Prinsenhof. In 1434-1440 bouwde het Vrije een vierschaar bij aan de zuidzijde richting Groenerei. In 1520-1525 werd het complex uitgebreid tot aan de rei met een nieuwe grote vierschaar, de schepenkamer en een vertrekkamer. De bouwmeester was Jan van de Poele. Aan de Burgzijde werd in 1528-1532 een galerij met rondbogen opgetrokken (vandaar de naam Love). Naast de schepenkamer kwam in 1606-1607 nog een kapel en een wezenkamer in 1664-1666. Daardoor kwam de nog bestaande gevelrij tot stand, kant Groenerei. Uiteindelijk werd het gedeelte van het Landhuis dat zichtbaar is op de Burg en door de aankoop van de Love in 1555 aanzienlijk was vergroot, in 1722-1727 verbouwd in de classicistische stijl naar een ontwerp van Jan Verkruys.
Het ondertussen beschermde gebouw (25 maart 1938) was van 1795 tot 1984 het Brugse gerechtsgebouw. 
In 1984 werd de stad Brugge eigenaar van het gebouw en werden een aantal stadsdiensten er in gevestigd. Een van hen is het Stadsarchief, waarvan de leeszaal in de kapel van de voormalige Civiele (of Burgerlijke) Griffie is gevestigd.
Het renaissancegebouw dateert van 1534-1537 en huisvestte de griffier-civiel, een van de belangrijkste stedelijke ambtenaren. De gevel is volledig opgetrokken in natuursteen en is rijkelijk versierd met beeldhouwwerk. De bronzen beelden dateren van 1883 en zijn van de hand van de Brugse beeldhouwer Hendrik Pickery. De hogels op de geveltoppen herinneren nog aan de gotiek. Het gebouw kende drie grondige restauraties: eind 19de eeuw, rond 1980 en aan het begin van de 21ste eeuw. Met deze laatste restauratie werd gepoogd de oorspronkelijke kleurenpracht weer te geven.

### De Keizer Karel-schouw in de Renaissancezaal
Naast de assisenzaal (tegenwoordig vergaderzaal en tentoonstellingsruimte) ligt de Renaissancezaal. In deze voormalige schepenkamer van het Brugse Vrije bevindt zich de monumentale 16e-eeuwse Keizer Karel-schouw, in eikenhout, marmer en albast.

#### Geschiedenis
Deze monumentale schouwwand werd ontworpen door de Brugse schilder Lanceloot Blondeel in 1528. Voor de uitvoering werd een beroep gedaan op de Lotharingse beeldhouwer Guyot de Beaugrant (die toen in Mechelen verbleef). De schouw was in april 1531 voltooid.
Tijdens de Franse Tijd in België  werden de vorstenbeelden weggenomen omdat ze gevaar liepen als symbool van de feodaliteit vernield te worden. 
In 1824 stonden de vijf beelden in de vroegere kapel van het Vrije (de huidige leeszaal van het stadsarchief). Vijf jaar later stonden ze terug op hun plaats in de Schepenkamer.
In 1847 werd de schouw hersteld onder leiding van de Leuvense  beeldhouwer Karel Hendrik Geerts.
Uit een onderzoek uit 1992 blijkt dat de vijf beelden gemaakt zijn uit aan elkaar gelijmde planken van 3 tot 7 cm dikte. Door deze werkwijze wil men waarschijnlijk vermijden dat er barsten en scheuren zouden ontstaan als gevolg van de temperatuurschommelen in het haardvuur.
Op 6 januari 1993 werd het beeld van Ferdinand van Aragon omvergetrokken door een rollende stelling. Hierdoor weten we dat het afzonderlijk opgezette hoofd vast zit op een houten pin die uit de romp steekt.
De houten schouwwand is nooit beschilderd geweest.

#### Beschrijving

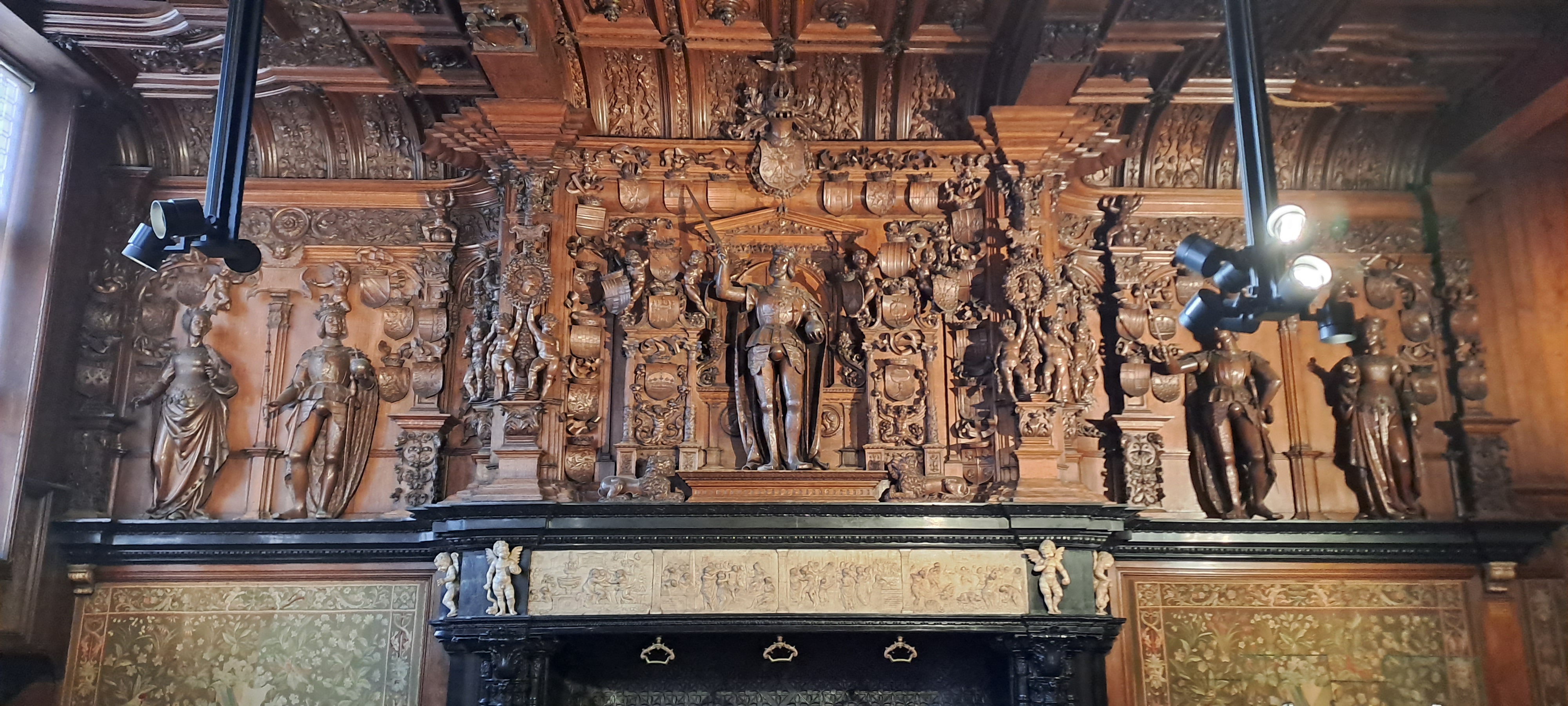
Vooraanzicht van de keizer Karelschouw in de Renaissancezaal van het Brugse Vrije

De schouw bestaat onderaan uit de eigenlijke stookplaats met zwartmarmeren zijkanten en een albasten fries waarop de geschiedenis van de kuise suzanna is uitgebeeld. Bovenaan bevindt zich de houten schouwboezem die aan weerszijden tegen de muur wordt voortgezet door een houten bekleding.
Keizer Karel, de machtigste vorst van Europa, staat centraal. De levensgrote beelden stellen zijn grootouders voor: keizer Maximiliaan I en Maria van Bourgondië aan Karels rechterhand, en  Ferdinand II van Aragón en Isabella I van Castilië aan Karels linkerhand. Zijn ouders Filips I van Castilië en Johanna van Castilië (de Waanzinnige) staan in de medaillons achter Karel. 
De wapenschilden verwijzen naar de gebieden waarover hij heerst. De overige ruimte wordt overvloedig opgevuld met renaissance-elementen zoals pilasters, ranken en putti.